# Winchester (puška)
Puška Winchester ili winchesterka (eng. Winchester rifle), serija pušaka koje su proizvodile, a kasnije i licencirale, razne tvrtke, počevši od Winchester Repeating Arms Company kasnih 1860-ih. Najpoznatije su po svojim repetirkama, koje su igrale ključnu ulogu u povijesti Divljeg zapada u Sjedinjenim Američkim Državama i postale su ikona tog razdoblja. Najpoznatiji je bio model 1873 za kojeg je slogan bio oružje koje je osvojilo Divlji zapad.

## Povijest i razvoj
Korijeni Winchester pušaka sežu do Volcanic Repeating Arms Company, koju su 1855. godine osnovali Horace Smith (1808. – 1893.) i Daniel Wesson (1825. – 1906.), kasnije osnivači Smith & Wesson. Njihovi rani dizajni, iako inovativni po principu ponavljajućeg djelovanja, imali su problema s podkalibarskim mecima koji nisu imali dovoljno snage. Nakon restrukturiranja, tvrtka je preimenovana u New Haven Arms Company, a nadzor je preuzeo Oliver Winchester (1810. – 1880.). Poboljšanja je nastavio zaposlenik Benjamin Tyler Henry (1821. – 1898.), koji je 1860. godine patentirao Henry pušku. Ova puška je koristila snažniji metak kalibra .44 Henry i imala je integrirani tubularni spremnik ispod cijevi. Henry puška je bila vrlo popularna tijekom Američkog građanskog rata (1861. – 1865.), unatoč tome što je bila službeno odobrena samo za neke jedinice.

## Rani modeli i popularizacija

### Winchester Model 1866
Nakon rata, 1866. godine, Benjamin Henry je dodatno poboljšao dizajn Henry puške, što je rezultiralo stvaranjem Winchester Modela 1866. Ova puška je bila prva koja je nosila ime "Winchester". Zbog svoje konstrukcije od mesinga, često je nazivana "Yellow Boy". Model 1866 je donio nekoliko značajnih poboljšanja, uključujući bočna vratašca za punjenje, što je olakšalo i ubrzalo proces punjenja u usporedbi s Henry puškom. I dalje je koristila .44 Henry metak.

### Winchester Model 1873 ("Puška koja je osvojila Divlji zapad")
Winchester Model 1873 je vjerojatno najpoznatija i najcjenjenija puška u povijesti Winchestera. Zbog svoje raširene upotrebe i utjecaja na naseljavanje američkog Zapada, postala je poznata kao "Puška koja je osvojila Zapad". Model 1873 je bio prvi Winchester koji je koristio snažnije metke s centralnim paljenjem, uključujući popularne kalibre poput .44-40 Winchester, .38-40 Winchester i .32-20 Winchester. Ovi kalibri su bili popularni i za revolvere tog doba (poput Colt Single Action Army), što je omogućilo kaubojima i doseljenicima da koriste istu vrstu streljiva za pušku i revolver. Proizvedeno je preko 720.000 komada Model 1873, a zbog svoje izdržljivosti i pouzdanosti, postala je omiljeno oružje za lovce, šerife, rančere i odmetnike.

### Winchester Model 1876
Predstavljen na stogodišnjici Deklaracije neovisnosti SAD-a, Winchester Model 1876 bio je veća i jača verzija Modela 1873, dizajnirana za veće kalibre poput .45-75 Winchester, .40-60 Winchester i .50-95 Express. Iako manje brojan od Modela 1873, bio je popularan među lovcima na krupnu divljač i graničarima, uključujući Annie Oakley (1860. – 1926.) i američkog predsjednika Theodorea Roosevelta (1858. – 1919.).

### Kasniji modeli i evolucija
Krajem 19. i početkom 20. stoljeća, Winchester je nastavio s inovacijama, razvijajući nove modele koji su koristili još snažnije metke i uvodili tehnička poboljšanja:
- Winchester Model 1886: Dizajnirao ga je John Browning, ovaj model je bio namijenjen za još snažnije lovačke metke.
- Winchester Model 1892: Manja i lakša verzija Modela 1886, popularna zbog kompaktnosti i pouzdanosti.
- Winchester Model 1894: Jedna od najpopularnijih lovačkih pušaka svih vremena, proizvodila se u masovnim količinama i koristila se u kalibrima poput .30-30 Winchester. To je bila prva komercijalno uspješna puška s polužnim repetiranjem dizajnirana za korištenje baruta bez dima.
- Winchester Model 1895: Dizajniran za moderne metke s šiljatim zrnima i opremljen spremnikom tipa kutije (box magazine) umjesto tubularnog. Koristili su ga i Theodore Roosevelt i ruska vojska.

## Utjecaj i nasljeđe
Puške Winchester su imale ogroman utjecaj na američku povijest i kulturu. One su bile esencijalni alat za doseljenike, lovce, policiju i vojsku na Divljem zapadu. Njihova pouzdanost, preciznost i brza paljba učinile su ih neprocjenjivima u teškim uvjetima granice.
Danas, Winchester puške su cijenjeni kolekcionarski predmeti i i dalje se proizvode u različitim modernim verzijama. Ime "Winchester" ostaje sinonim za kvalitetu, inovaciju i klasično američko vatreno oružje.

## Vanjske poveznice
- Službene stranice (engl.)
- Puška Winčester – guides.loc.gov (engl.)
- Priča o slavnoj pušci Winchester – militaryrange.eu (engl.)
- Povijest legendarne puške Winchester – popularmechanics.com (engl.)